# Ascó (kommun)
Ascó är en kommun i Spanien.   Den ligger i provinsen Província de Tarragona och regionen Katalonien, i den östra delen av landet, 400 km öster om huvudstaden Madrid. Antalet invånare är 1 680. Arean är 74 kvadratkilometer. Ascó gränsar till Riba-roja d'Ebre, Flix, Vinebre, Garcia, Móra d'Ebre och La Fatarella. 
Terrängen i Ascó är huvudsakligen kuperad, men norrut är den platt.